# Ekologiczny Uniwersytet Ludowy w Grzybowie

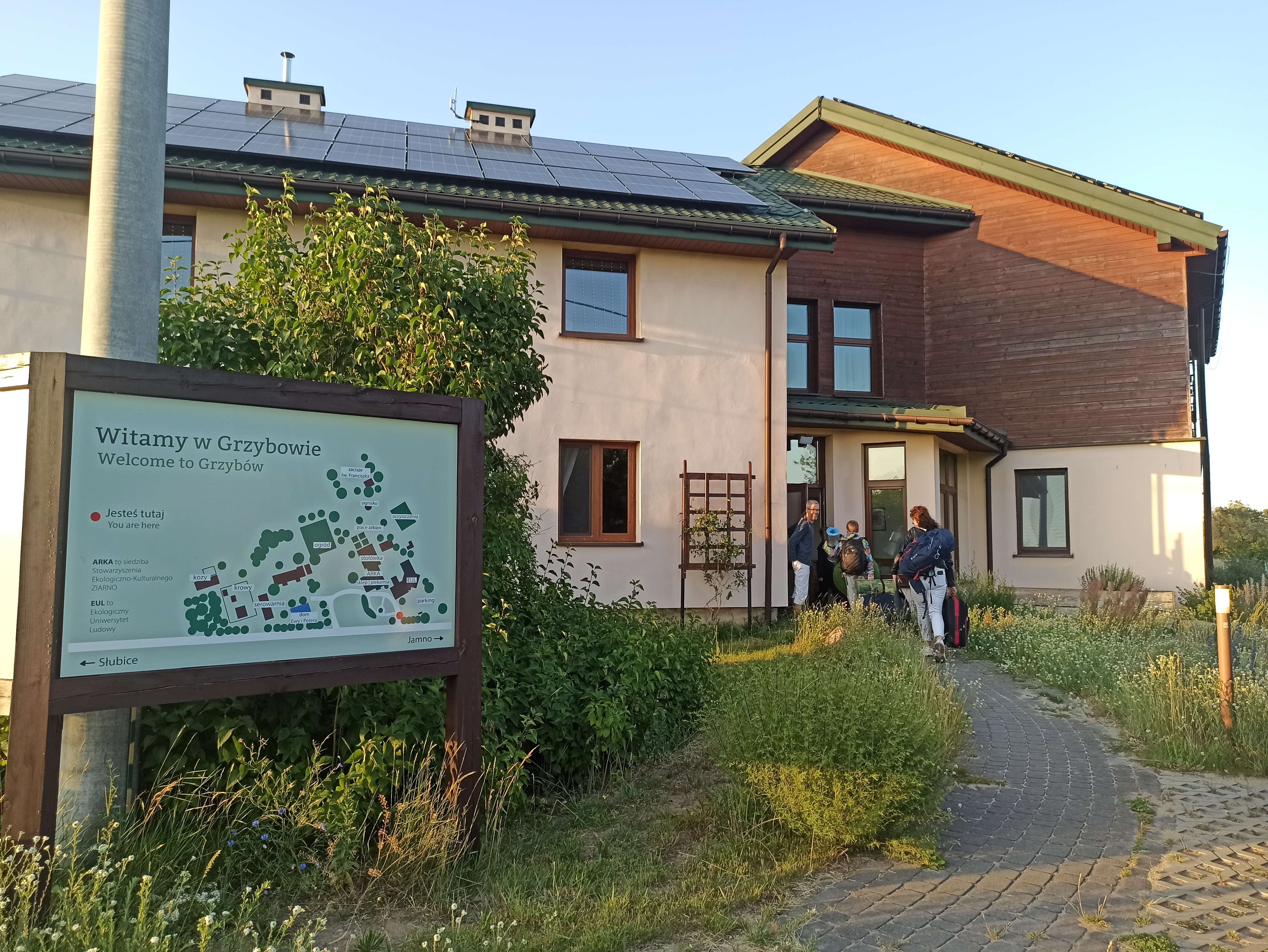
Ekologiczny Uniwersytet Ludowy w Grzybowie: wejście do głównego budynku

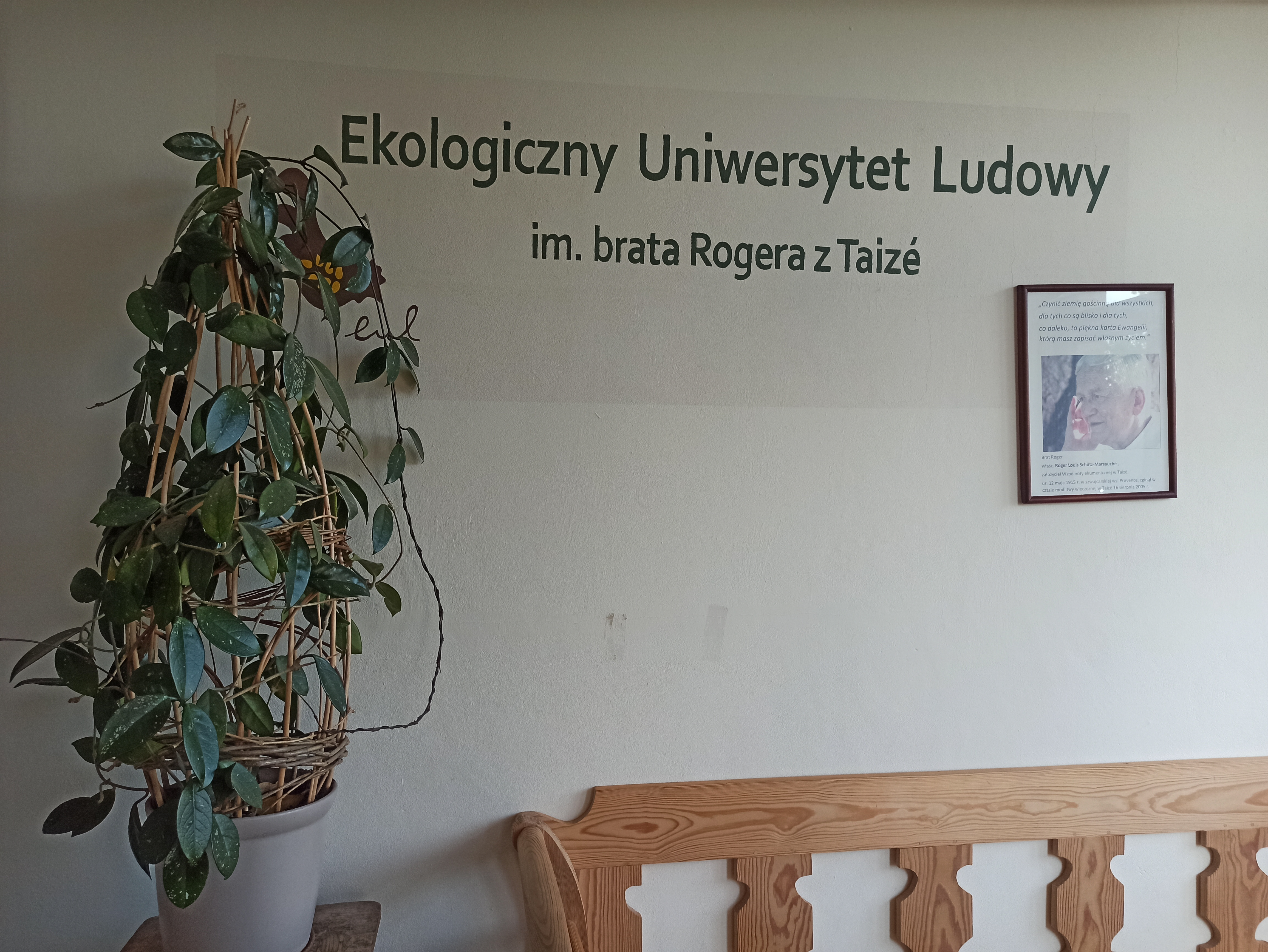
Ekologiczny Uniwersytet Ludowy w Grzybowie: przedsionek

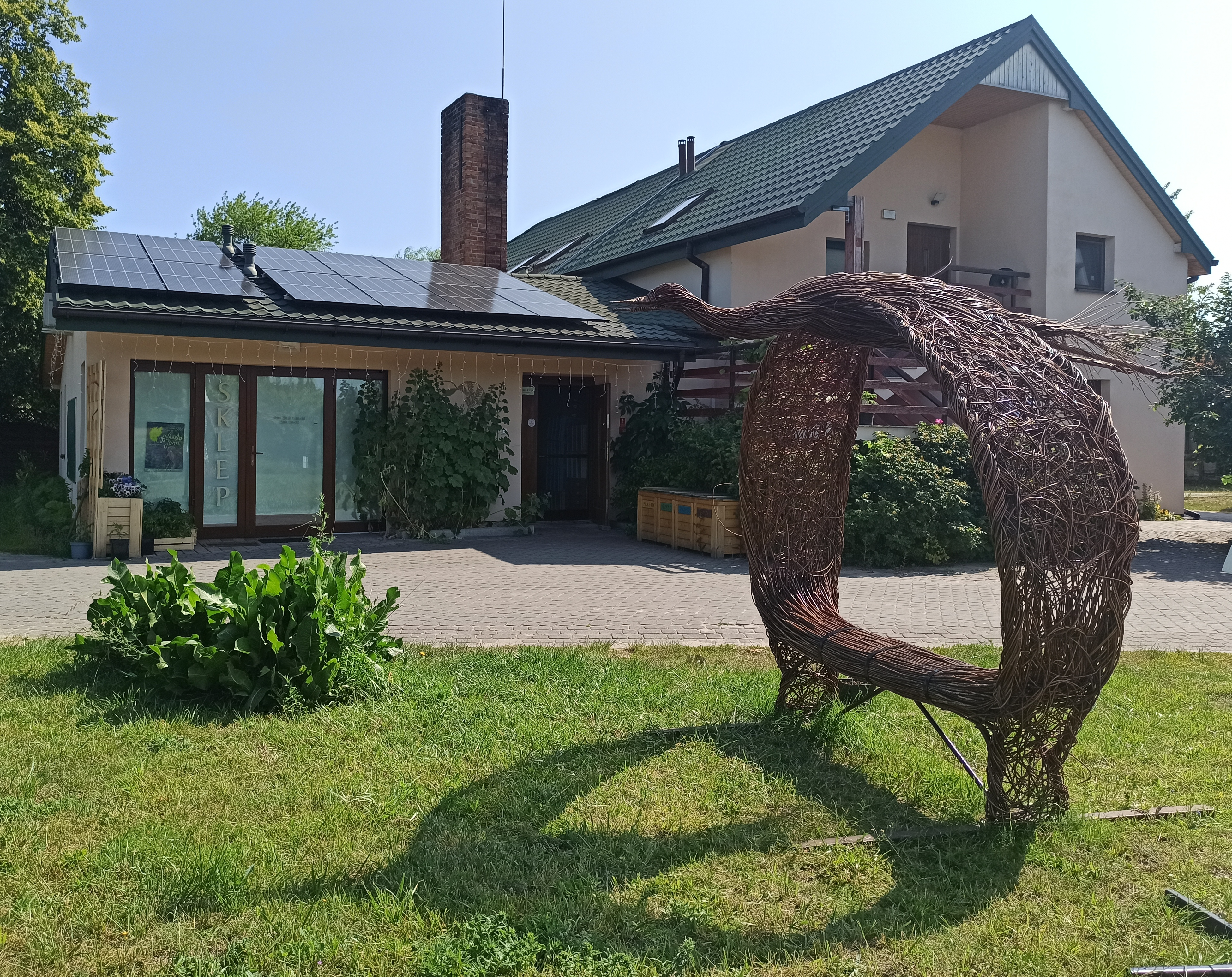
Otoczenie Ekologicznego Uniwersytetu Ludowego w Grzybowie: ośrodek Arka, piekarnia, sklep i wiklinowy żuraw

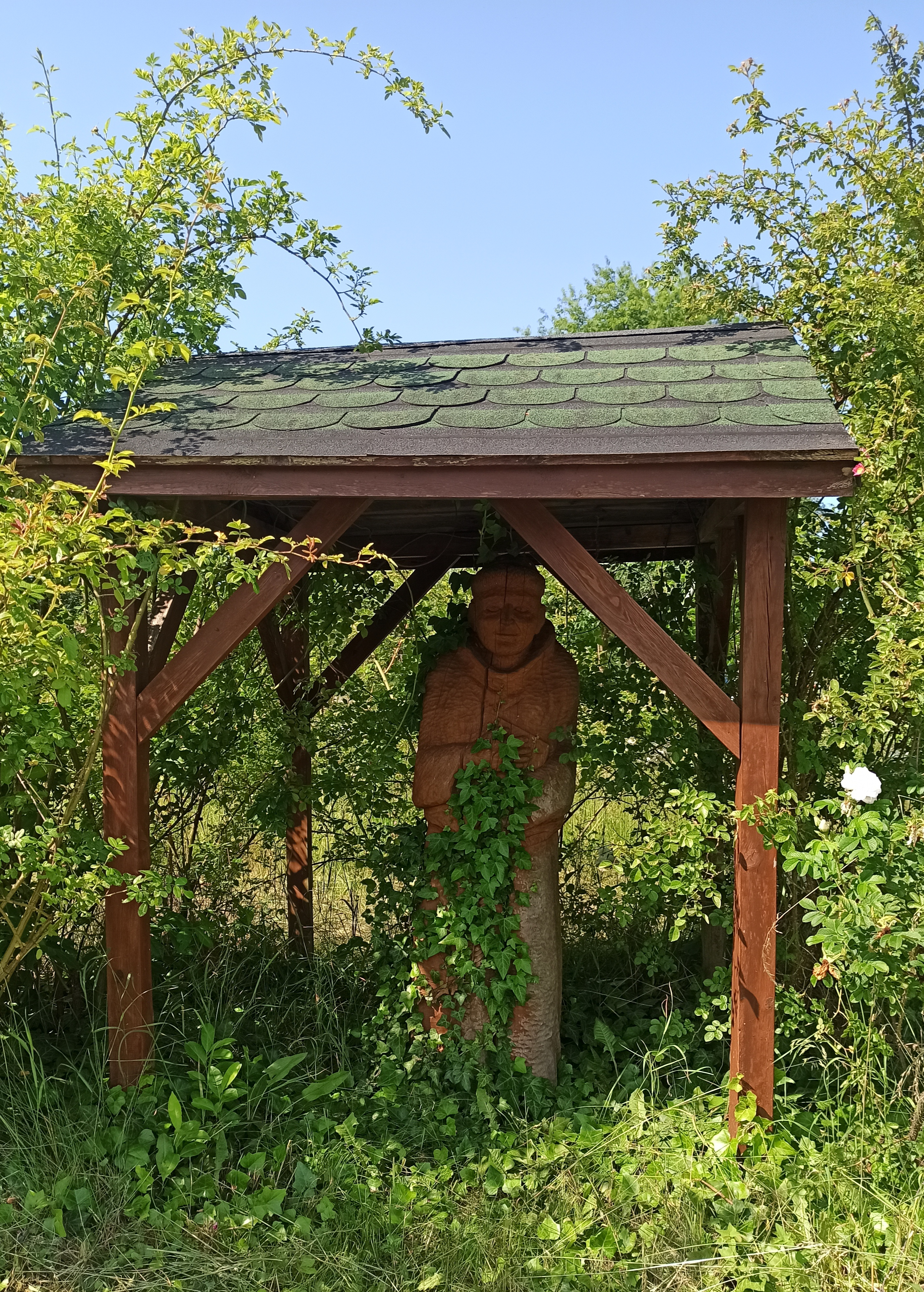
Kapliczka św. Franciszka przy Ekologicznym Uniwersytecie Ludowym, z figurą wyrzeźbioną przez Roberta Tomczyka

Ekologiczny Uniwersytet Ludowy w Grzybowie – fundacja prowadząca głównie działalność oświatową w dziedzinie agroekologii, należąca do Ogólnopolskiej Sieci Uniwersytetów Ludowych.
Ekologiczny Uniwersytet Ludowy (EUL) w Grzybowie na Mazowszu (powiat płocki) został założony przez Ewę Smuk-Stratenwerth oraz Petera Stratenwerth w 2014 roku, zarejestrowany jako fundacja w 2015 roku. (Od 1995 roku działa tam również Stowarzyszenie Ekologiczno-Kulturalne „Ziarno”). Patronem Uniwersytetu jest brat Roger z Taizé. Placówka ta powstała, by kształcić studentów zarówno teoretycznie, jak i praktycznie w dziedzinie rolnictwa ekologicznego (dwuletni lub roczny kurs), ale także organizować warsztaty (np. doradztwa w tworzeniu inicjatyw takich jak Rolnictwo Wspierane przez Społeczność, a także muzyki ludowej, wikliniarskie, piekarnicze) i inne szkolenia (np. kursy chowu dzikich pszczół, prowadzenia gospodarstwa opiekuńczego, edukacji na rzecz bioróżnorodności i o zmianie klimatu).
Zgodnie z pedagogiką grundtvigiańską – praźródłem uniwersytetów ludowych w Danii (folkehøjskoler) i innych krajach – edukacja w EUL odnosi się do zasad życia wspólnotowego, pracy zespołowej, zdobywania wiedzy i umiejętności poprzez praktykę i samokształcenie, a także wykorzystuje niekonwencjonalne metody nauczania, takie jak debaty oksfordzkie, żywe słowo i śpiew.
Twórcy EUL biorą udział w krajowych i międzynarodowych konferencjach, kongresach itp., mówiąc m.in. o agroekologii i edukacji na uniwersytetach ludowych lub prowadząc warsztaty, zarówno w Polsce, jak i za granicą, np. w Japonii i Indiach. Studenci EUL odwiedzają uniwersytety w innych krajach.
EUL popularyzuje też przesłanie encykliki Laudato si' papieża Franciszka (wzywające do troski zarówno o środowisko, jak i o ubogich) i współpracuje m.in. ze Światowym Ruchem Katolików na rzecz Środowiska, czyli Laudato Si' Movement.

## Wydarzenia plenerowe
- Tabor Sannicko-Łowicki w lipcu[17]
- Święto Michała we wrześniu lub październiku[18]